# Natascha Wodin

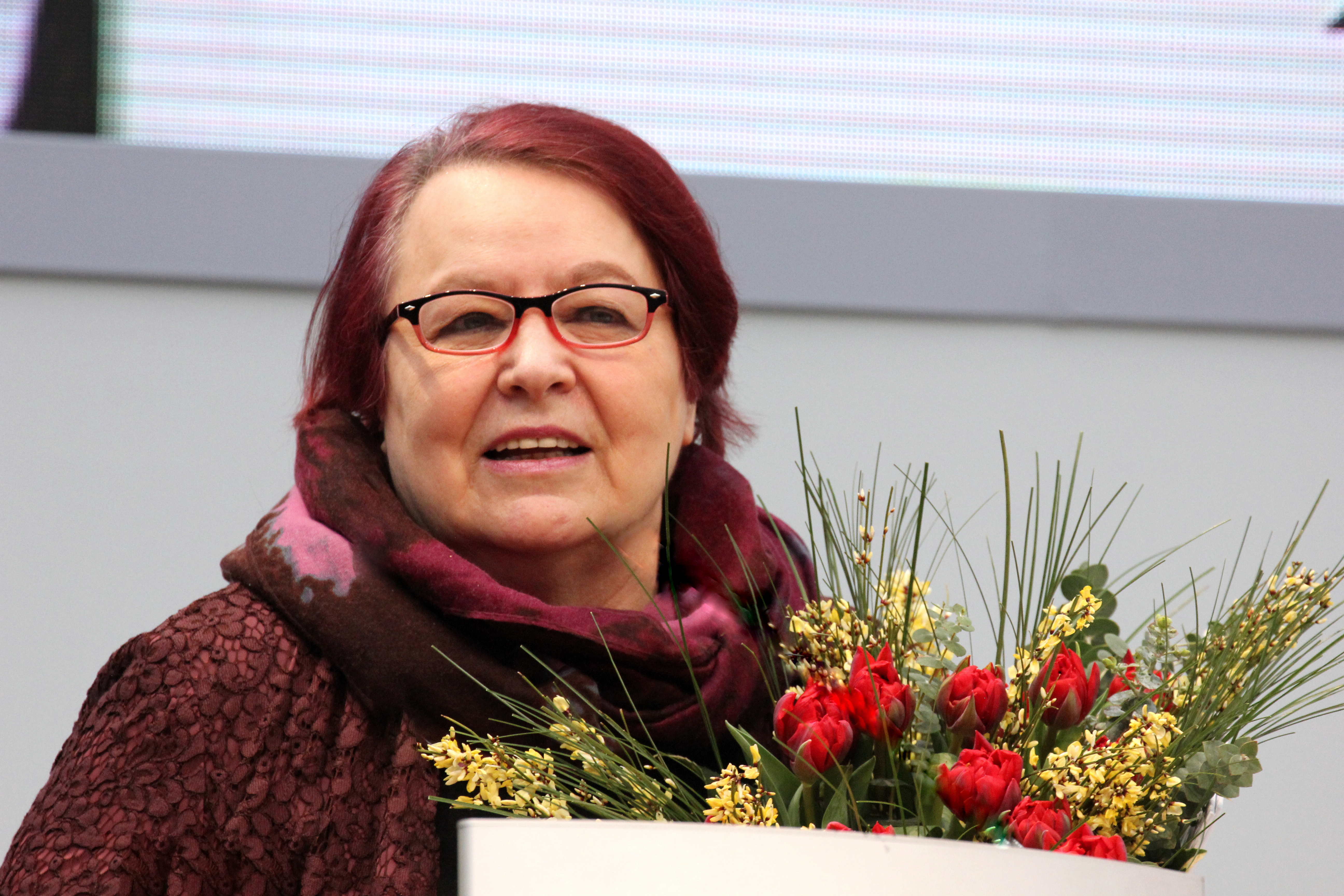
Natascha Wodin auf der Leipziger Buchmesse 2017

Natascha Wodin  (* 8. Dezember 1945 in Fürth als Natalja Nikolajewna Wdowina, russisch Наталья Николаевна Вдовина; ukrainisch Наталія Миколаївна Вдовіна) ist eine deutsche Schriftstellerin und Übersetzerin aus dem Russischen. Ihren größten Erfolg verzeichnete Wodin mit dem autofiktionalen Werk Sie kam aus Mariupol, das im Erscheinungsjahr 2017 den Preis der Leipziger Buchmesse erhielt.

## Leben
Natascha Wodin wurde als Kind sowjetischer Zwangsarbeiter geboren, die aus Furcht vor stalinistischer Verfolgung nach Kriegsende in Deutschland blieben. Die Familie verbrachte fünf Jahre in einer notdürftigen illegalen Behausung und zwei in einem Lager für Displaced Persons, bevor sie in einer ghettoartigen Siedlung am Stadtrand von Forchheim unterkam. Als Wodin elf Jahre alt war, nahm sich ihre Mutter das Leben. Ihr Vater, der als Sänger in einem Kosakenchor ganzjährig auf Tournee war, brachte sie und ihre jüngere Schwester in einem katholischen Mädchenheim unter. Als er fünf Jahre später eine Arbeit vor Ort fand und sie wieder bei ihm lebten, flüchtete Wodin vor seiner Gewalt in die Obdachlosigkeit.
Für ihren beruflichen Ein- und Aufstieg – sie hatte keinerlei schulische Abschlüsse – brauchte sie mehrmals Glück und Courage. Nach Tätigkeiten als Telefonistin und Stenotypistin qualifizierte sie sich zur Dolmetscherin und gehörte zu den ersten, die nach Abschluss der Ostverträge in den 1970er Jahren für westdeutsche Firmen und Kultureinrichtungen in die Sowjetunion reisten. In den 80ern lebte sie vorübergehend in Moskau, begegnete dort zahlreichen renommierten Schriftstellern, begann Literatur aus dem Russischen zu übersetzen (unter anderem Wenedikt Jerofejew, Jewgenia Ginsburg, Andrej Bitow und Pawel Sanajew) und ist seit 1980 freie Schriftstellerin. Vor der Veröffentlichung ihres ersten Buchs bestand der Verlag darauf, dass Wodin ihren richtigen Namen Wdowin zur besseren Aussprache eindeutschte. Befördert durch das gemeinschaftliche Singen in der Familie, entwickelte Wodin eine Liebe zur Musik, insbesondere zur Oper. Seit 1994 lebt sie in Berlin und Mecklenburg.
In erster Ehe heiratete Wodin ein Mitglied der seinerzeit neugegründeten NPD, dessen Vater in Nazideutschland Gauleiter gewesen war. Rückschlüsse auf ihre Gesinnung daraus abzuleiten ist unbegründet; ursächlich war vielmehr ihre unverschuldete Unkenntnis. Elternhaus und Schule, so Wodin, hätten sie in dem Glauben erzogen, der Krieg sei nicht etwa von deutschem, sondern von russischem Boden ausgegangen, auf Betreiben Stalins. Erst mit Anfang 20, durch Kontakt mit der 68er-Bewegung, sei ihr Geschichts- und Weltbild vom Kopf auf die Füße gestellt worden. Ihre zweite Ehe schloss Wodin 1994 mit dem Schriftsteller Wolfgang Hilbig. In ihrem acht Jahre währenden Zusammenleben folgte sie ihm darin, nur noch nachts zu schreiben – eine Gewohnheit, die sie bis in die jüngste Vergangenheit beibehielt.

## Schaffen
Als Autorin eigener Texte trat Wodin erst mit knapp 40 in Erscheinung. Zu ihrem Rüstzeug gehörte, neben den Einflüssen aus ihrer Übersetzungstätigkeit, vor allem die literarisch-musische Bildung, die sie in der Kindheit von ihrer Mutter empfangen hatte. Richtungsweisend war dann eine der glücklichen Fügungen ihres Lebens. Ihr Tagebuch, das sie als obdachlose Teenagerin geführt und mit erdachten Geschichten über Liebe und Tod gefüllt hatte, geriet in die Hände ihres ersten Ehemanns und von ihm in die seines Scheidungsanwalts, der ihr ausrichten ließ, sie solle sich überlegen, Schriftstellerin zu werden. Das verwirklichte sie allerdings erst über ein Jahrzehnt später, als der Deutsche Literaturfonds sie mit einem Stipendium ausstattete.
Die autobiografische Grundierung ihres belletristischen Werks, das inzwischen mehr als ein Dutzend Titel zählt, war von Beginn an offensichtlich. So bilden ihre ehelichen Beziehungserfahrungen den Mittelpunkt in Die Ehe (1997) und Nachtgeschwister (2009); in Alter, fremdes Land (2014) beschreibt sie den verstörenden Alterungsprozess einer Frau, der ihr erklärtermaßen selbst stark zusetzt; in Nastjas Tränen (2021), ihrem jüngsten Roman, porträtiert Wodin eine Frau aus ihrem privaten Umfeld, die aus ähnlichen Motiven, aber zu einer ganz anderen Zeit den gleichen Weg geht wie einst ihre eigene Mutter: von der Ukraine nach Deutschland. Ihre Mutter selbst ist die Hauptfigur in Sie kam aus Mariupol (2017), ihr Vater in Irgendwo in diesem Dunkel (2018), wobei Wodin mit der Publikation dieser beiden Werke zwei ihrer früheren Titel als überholt ansieht: Die gläserne Stadt (1983) und Einmal lebt ich (1989).
Ihren an der Schnittstelle zwischen Autobiografie und Roman verlaufenden Schreibprozess stellt Wodin selbst wie folgt dar:  Der „Rohstoff“ ihrer Bücher sei in der Tat ihr Leben; da sie sich jedoch auf die Eigendynamik einlasse, die jeder Text bei seiner Entstehung entwickle, könne sie im Nachhinein oft selbst nicht unterscheiden, was sie tatsächlich erlebt und was „nur“ erdacht habe. Den Akt des Schreibens empfinde sie als ein „Schweben über dem Abgrund“; um nicht in ihm zu versinken, sei jedoch unabdingbar, dass eine Geschichte „ausgelitten“ ist. Zusätzlich bediene sie sich eines ungewöhnlichen Hilfsmittels: Während sie schreibt, läuft im Hintergrund das Fernsehen. Da sie es jedoch nicht bewusst wahrnehme, lenke es sie nicht ab, sondern sorge dafür, dass sie „in der Welt bleibt“ und nicht „versackt“. Dass ihre Bücher als Fiktion rezipiert werden sollen, signalisiert Wodin allein schon durch die von ihren realen Vorbildern abweichenden Namen (so heißt der Protagonist in Nachtgeschwister Jakob Stumm und nicht etwa Wolfgang Hilbig). In Sie kam aus Mariupol, das ohne Genrebezeichnung erschien, macht Wodin hiervon eine Ausnahme und begründet den Gebrauch von Klarnamen mit ihrem Streben nach größtmöglicher Realitätstreue.
Sie kam aus Mariupol war auch Wodins bislang größter Erfolg als Autorin. Er trug ihr mehrere Auszeichnungen ein, allen voran den Preis der Leipziger Buchmesse 2017 in der Sparte Belletristik, machte sie einem größeren Publikum bekannt und befreite sie von der Furcht vor möglicher Altersarmut. In dem Buch begibt sie sich auf Spurensuche nach Herkunft und Leben ihrer früh verstorbenen Mutter – mit vollem Erfolg bezüglich ihres Stammbaums, mit Abstrichen hinsichtlich ihres Lebenswegs in zwei totalitären Systemen: als mögliche Kollaborateurin in der stalinistischen Sowjetunion und als freiwillige oder deportierte Zwangsarbeiterin im nationalsozialistischen Deutschland. „Die katastrophalen Geschichtsbrüche des 20. Jahrhunderts“, so Helmut Böttigers Urteil in Die Zeit, „werden in dieser Familienrecherche en miniature verhandelt, ohne großen rhetorischen Aufwand, aber mit existenzieller Wucht.“ Im Sommer 2022 führte Tanja Walenski für die Literaturzeitschrift Sinn und Form ein ausführliches Gespräch mit Natascha Wodin über ihr Leben und „über die Angst, das Unsagbare und Wörter als vorletzte Wahrheit“. Angesprochen auf den großen Erfolg von Sie kam aus Mariupol, das bis zum Sommer 2022 bereits in 16 Sprachen übersetzt vorlag, unter anderem ins Ukrainische und Chinesische, bis dahin aber noch nicht ins Russische, antwortete Natascha Wodin: „Nein, ins Russische wurde nie etwas von mir übersetzt. Ich scheine dort nicht in die Landschaft zu passen. Ich weiß nicht, ob das politische oder ganz andere Gründe hat. Vielleicht besteht bei den Lesern kein Interesse daran, wie eine im Ausland geborene und lebende Russin Rußland sieht. Im Grunde bin ich darüber aber nicht unglücklich, weil Rußland immer eine sehr ambivalente Liebe war, immer auch Beunruhigung und Verwirrung. Hätte man mich dort übersetzt, wären wohl neue Beziehungen entstanden und hätten wieder an die frühere Ambivalenz gerührt, an eine einst lebensgefährliche Wunde, die inzwischen verheilt ist.“

## Werke
- Die gläserne Stadt. Eine Erzählung. Rowohlt, Reinbek 1983, ISBN 3-498-07296-X; Neuausgabe bei ars vivendi verlag, Cadolzburg 2017/2020, ISBN 978-3-86913-841-1.
- Nadja: Briefe aus Russland. Hrsg., übers. und eingeleitet von Natascha Wodin. Nishen, Kreuzberg 1984, ISBN 3-88940-003-5.
- Das Sprachverlies. Gedichte. Rowohlt, Reinbek 1987, ISBN 3-546-49825-9.
- Einmal lebt ich. Roman. DTV, München 1989, ISBN 3-423-11575-0.
- Sergej. Griechisches Tagebuch. Büchergilde Gutenberg, Frankfurt am Main 1993.
- Erfindung einer Liebe. Roman. Reclam, Leipzig 1993, ISBN 3-379-00745-5.
- Die Ehe. Roman. Kiepenheuer, Leipzig 1997, ISBN 3-378-00596-3.
- Das Singen der Fische. Erzählungen. Kiepenheuer, Leipzig 2001, ISBN 3-88423-182-0.
- Nachtgeschwister. Roman. Kunstmann, München 2009, ISBN 978-3-88897-560-8.
- Alter, fremdes Land. Roman. Jung und Jung, Salzburg/Wien 2014, ISBN 978-3-99027-057-8.
- Sie kam aus Mariupol. Rowohlt, Reinbek 2017, ISBN 978-3-498-07389-3.
- Irgendwo in diesem Dunkel. Rowohlt, Reinbek 2018, ISBN 978-3-498-07403-6.
- Nastjas Tränen. Rowohlt, Hamburg 2021, ISBN 978-3-498-00260-2.
- Der Fluss und das Meer. Erzählungen. Rowohlt, Hamburg 2023, ISBN 978-3-498-00376-0.[6]

## Stipendien / Auszeichnungen
- 1984: Hermann-Hesse-Preis

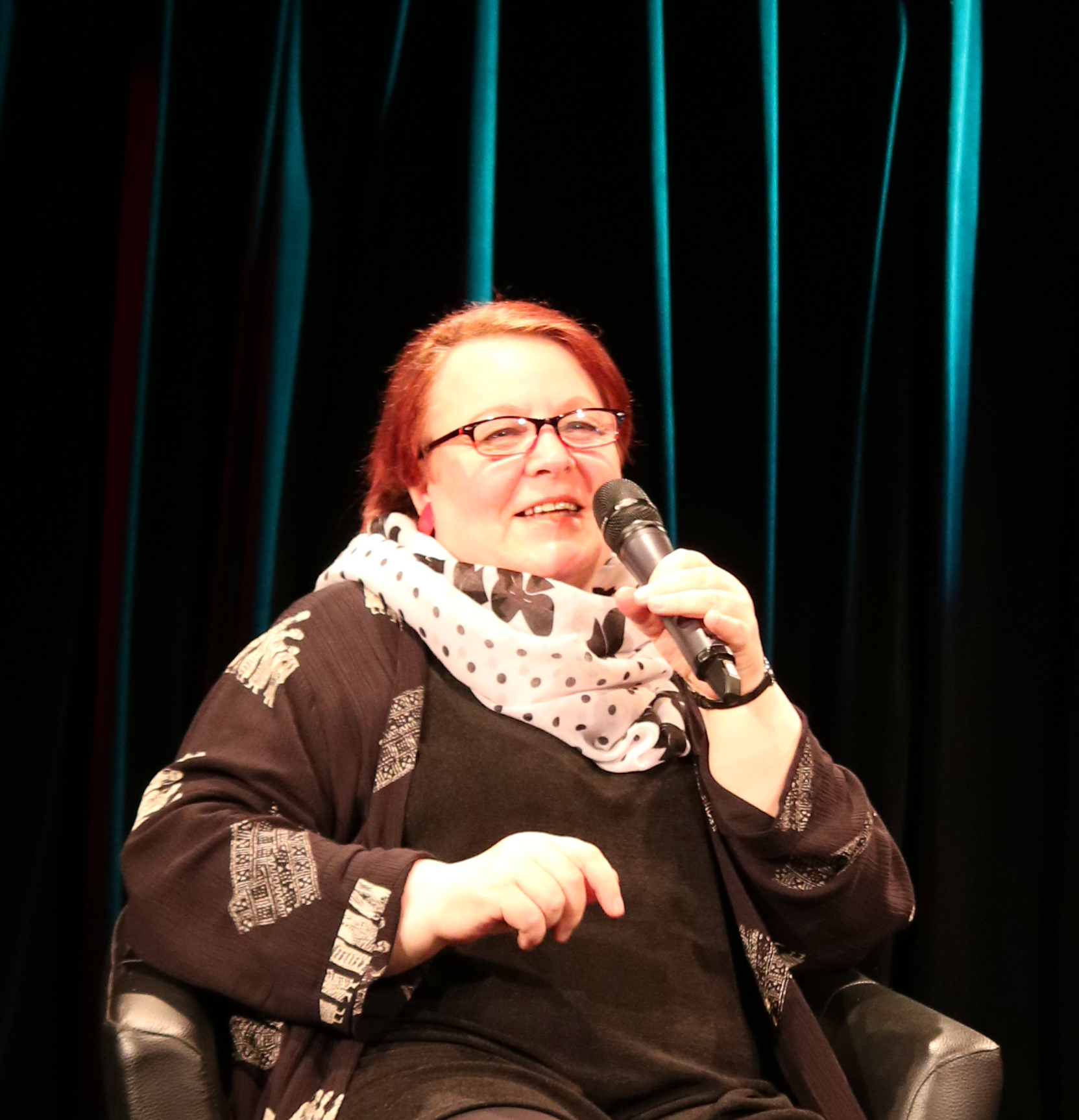
Wodin im Juni 2016

- 1984: Kultur-Förderpreis der Stadt Nürnberg
- 1985: Andreas-Gryphius-Förderpreis
- 1988: Stipendium Künstlerhaus Edenkoben
- 1989: Brüder-Grimm-Preis der Stadt Hanau
- 1990: Stipendium Akademie Schloss Solitude
- 1992: Stipendium Künstlerdorf Schöppingen
- 1998: Adelbert-von-Chamisso-Preis
- 2005: Wolfram-von-Eschenbach-Preis
- 2006: Kester-Haeusler-Ehrengabe der Deutschen Schillerstiftung von 1859
- 2009: Brüder-Grimm-Preis der Stadt Hanau
- 2015: Alfred-Döblin-Preis
- 2017: Preis der Leipziger Buchmesse (Kategorie: Belletristik) für Sie kam aus Mariupol
- 2017: August-Graf-von-Platen-Preis für Sie kam aus Mariupol
- 2019: Hilde-Domin-Preis für Literatur im Exil
- 2021 Gisela-Elsner-Preis des Literaturhauses Nürnberg
- 2022: Joseph-Breitbach-Preis[7]
- 2023: Bayerischer Verdienstorden[8]
- 2025: Boccaccio.cc-Preis der gleichnamigen Literaturplattform als „beste Erzählung des Jahres“ für ihre Erzählung Nachbarinnen aus ihrem Erzählband Der Fluss und das Meer[9]